# 橋本せつ子
橋本 せつ子（はしもと せつこ、1953年8月15日 - ）は、日本の実業家。セルシード代表取締役社長、バイオブリッジ代表取締役社長。Ph.D（分子生物学）。

## 人物・経歴
福岡県福岡市東区名島で九州電力職員の子として生まれる。福岡県立大牟田南高等学校（現福岡県立ありあけ新世高等学校）を経て、九州大学理学部生物学科卒業。1979年九州大学大学院理学研究科生物学専攻修士課程修了。大学院在学中に先輩と結婚。1986年ハイデルベルク大学博士課程修了、Ph.D（分子生物学）。2010年北陸先端科学技術大学院大学知識科学科博士前期課程修了
1984年ヘキスト日本法人入社。1994年ファルマシアバイオテクに移籍。1998年ビアコア日本法人設立。2008年バイオビジネスブリッジ設立、同社代表取締役社長。2009年駐日スウェーデン大使館投資部主席投資官。2014年からセルシード代表取締役社長として同社立て直しにあたった。この間、一般社団法人再生医療イノベーションフォーラム理事、国立研究開発法人新エネルギー・産業技術総合開発機構大学発ベンチャー表彰選考委員等を務める。